# Guillaume de Clifton
 (avril 2025).
William de Clifton ( fl. 1302-1305) était un politicien anglais.
Il joua le rôle du membre (MP) du Parlement d'Angleterre pour le comté de Lancashire en 1302 et 1305.